# Norbert Jacobs
Norbert Jacobs (* 1955 in Neuss) ist ein deutscher Jurist und Politikwissenschaftler. Er ist als Steuerberater und Professor für Wirtschaftsprüfung, Betriebliche Steuerlehre und Rechnungswesen an der Hochschule Niederrhein tätig.

## Leben

### Beruflicher Werdegang
Jacobs studierte Rechtswissenschaften und Politikwissenschaften an der Rheinischen Friedrich-Wilhelms-Universität Bonn, der Universität des Saarlandes in Saarbrücken und der Ludwig-Maximilians-Universität München. Danach war er mehrere Jahre als Rechtsanwalt tätig und absolvierte die Prüfungen zum Steuerberater und zum vereidigter Buchprüfer. Er ist Mitglied der katholischen Studentenverbindungen KDStV Saarland (Saarbrücken) Jena und KDStV Bavaria Bonn.
1992 wurde er bei Hans-Helmuth Knütter an der Philosophischen Fakultät der Universität Bonn mit der Dissertation Der Streit um Dr. Hans Globke in der öffentlichen Meinung der Bundesrepublik Deutschland 1949–1973. Ein Beitrag zur politischen Kultur in Deutschland zum Dr. phil. promoviert.
1992 wurde er an die Fachhochschule Stralsund berufen; 2005 wurde er in den Hochschulrat der Fachhochschule gewählt. Seit 1995 ist er Professor für Wirtschaftsprüfung, Betriebliche Steuerlehre und Rechnungswesen an der Fachhochschule Niederrhein (seit 2001 Hochschule Niederrhein) in Mönchengladbach. Außerdem ist er als Steuerberater in Bonn tätig.
Er ist verheiratet und hat einen Sohn.

### Partei und politisches Amt
Jacobs war bis 2008 Vorsitzender des CDU-Stadtbezirksverbandes Bad Godesberg (Bonn).
Bei den Kommunalwahlen in Nordrhein-Westfalen 2014 wurde er als Vertreter des Wahlbezirks 24 (Bad Godesberg-Mitte), wo die CDU 32,8 Prozent erreichte, in den Rat der Stadt Bonn gewählt.

## Rezeption
Seine Doktorarbeit zu Hans Globke in zwei Bänden gilt als sehr „narrativ, aber quellengesätigt“. Jacobs geht auf die Biografie von Globke in der Zeit des Nationalsozialismus und der BRD ein. Ein Augenmerk legt er dabei auch auf Globkes Verbindungen zum militärischen Widerstand des 20. Juli 1944. Er wertet in seiner Arbeit die gesamte öffentliche Kontroverse um Globkes NS-Vergangenheit aus. Dadurch ließen sich „die zentralen Punkte […] erschließen“. Sie dient dem Archiv für Christlich-Demokratische Politik der Konrad-Adenauer-Stiftung Sankt Augustin als Quelle.